# Black Elvis/Lost in Space
Albums de Kool Keith
First Come, First Served
(1999) Matthew
(2000)
Black Elvis/Lost in Space est le quatrième album studio de Kool Keith (sous le pseudonyme Black Elvis), sorti le 10 août 1999. 
L'opus devait être publié le même jour que le précédent, First Come, First Served, mais Columbia a différé la sortie quatre mois plus tard.
Dans ce disque, Kool Keith utilise des rimes complexes sur divers sujets, du point de vue de Black Elvis(qui le petit frère de Dr.DOOM autre alter ego de Keith) dans la première moitié de l'album, tandis que dans la seconde il parle de voyage spatial et du fait d'être perdu dans l'espace.
Black Elvis/Lost in Space est entièrement produit par Kool Keith, tandis que la programmation est confiée à KutMasta Kurt et Marc Live.
L'album s'est classé 10e au Heatseekers, 74e au Top R&B/Hip-Hop Albums et 180e au Billboard 200.

## Liste des titres
| No  | Titre                                         | Contient un (des) sample(s) de     | Durée |
| --- | --------------------------------------------- | ---------------------------------- | ----- |
| 1.  | Intro                                         |                                    | 3:09  |
| 2.  | Lost in Space                                 |                                    | 3:52  |
| 3.  | Rockets on the Battlefield                    |                                    | 4:24  |
| 4.  | Livin' Astro                                  |                                    | 4:28  |
| 5.  | Supergalactic Lover                           |                                    | 3:40  |
| 6.  | Master of the Game (featuring Roger Troutman) |                                    | 4:43  |
| 7.  | I'm Seein' Robots                             |                                    | 4:22  |
| 8.  | Static (featuring Sadat X)                    | Our House de Madness               | 4:31  |
| 9.  | Intro 2                                       |                                    | 0:25  |
| 10. | Black Elvis                                   |                                    | 3:45  |
| 11. | Maxi Curls                                    | Snake de Charles Earland           | 4:36  |
| 12. | Keith Turbo                                   |                                    | 4:17  |
| 13. | Fine Girls                                    |                                    | 3:59  |
| 14. | The Girls Don't Like the Job                  |                                    | 4:16  |
| 15. | Clifton (featuring Motion Man)                |                                    | 4:49  |
| 16. | All the Time                                  | You Used to Love Me de Faith Evans | 3:43  |
| 17. | I Don't Play                                  |                                    | 5:05  |